# Aktionsplan von Lagos
Der Aktionsplan von Lagos (englisch: Lagos plan of action, kurz: LPA) ist eine 1980 erarbeitete Erklärung der Organisation für Afrikanische Einheit (OAU), die sich der Entwicklung der afrikanischen Wirtschaft widmet. Der Aktionsplan wurde beim zweiten außerordentlichen Treffen der Staatsoberhäupter der OAU vom 28. bis 29. April 1980 im nigerianischen Lagos beschlossen.

## Kontext
Die Dekolonisation Afrikas und die Gründung der OAU 1963 hatten die politische Struktur des Kontinents grundlegend verändert. Daraufhin waren die jungen afrikanischen Staaten darum bemüht, die Unterentwicklung zu bekämpfen und auch ökonomisch unabhängiger zu werden. 1979 wurde mit der Monrovia-Deklaration bereits ein Dokument vorgestellt, das Probleme des Kontinents benannte und Lösungsvorschläge suchte. Im April 1980 kamen die Vertreter der OAU-Mitgliedstaaten im nigerianischen Lagos zusammen, um einen konkreten Handlungsrahmen für die Entwicklung Afrikas zu erarbeiten.

## Inhalt
Das Hauptziel des Aktionsplans von Lagos war die Erlangung wirtschaftlicher Unabhängigkeit durch Wachstum und Entwicklung. Dabei werden vor allem dem landwirtschaftliche Sektor und dem Abbau von Ressourcen großes Potential attestiert. Die ineffiziente Landwirtschaft und die mangelnde Nutzung der zahlreichen Ressourcen des afrikanischen Kontinents werden in dem Aktionsplan als zentrales Entwicklungshemmnis für Afrika ausgemacht und ins Zentrum zukünftiger Bemühungen gestellt. Ein weiterer Ansatzpunkt, der im LPA enthalten ist, ist der inter-afrikanische Handel. Insbesondere dieser soll gestärkt werden und zu mehr Unabhängigkeit und wirtschaftlicher Entwicklung beitragen. Dazu soll der Handel liberalisiert werden, die Standardisierung vorangetrieben werden und langfristig ein gemeinsamer afrikanischer Markt angestrebt werden. Zur stärkeren wirtschaftlichen Zusammenarbeit auf dem afrikanischen Kontinent sollen auch zahlreiche regionale und internationale Institutionen beitragen, wie die Afrikanische Entwicklungsbank.

### Zeitplan
Zur Umsetzung der Ziele des Aktionsplans von Lagos wurden für die Zeitspanne von 1980 bis 2000 zwei Etappen mit festgelegten Zielen definiert:
- 1980er-Jahre: Stärkung regionaler Wirtschaftsgemeinschaften; fortschreitende Sektorale Integration durch Entwicklung von Landwirtschaft, Industrie und des Energiesektors; Vorbereitende Maßnahmen zur Etablierung eines gemeinsamen Marktes
- 1990er-Jahre: Harmonisierung wirtschafts- und finanzpolitischer Handlungsweisen der afrikanischen Staaten; stärkere ökonomische Verbindung zwischen den Staaten Afrikas, gestützt durch internationale Institutionen[3]

## Umsetzung
Der Aktionsplan von Lagos wurde in den nächsten Jahrzehnten zu einem wichtigen Leitfaden der Politik der OAU und der Nachfolgeorganisation, der Afrikanischen Union. Insbesondere der Vertrag von Abuja und die damit einhergehende Gründung der Afrikanischen Wirtschaftsgemeinschaft ist als Umsetzung der Forderungen im Aktionsplan von Lagos zu betrachten.